# بن گنبد
بن گنبد یک منطقهٔ مسکونی در ایران است که در Malmir Rural District واقع شده‌است. براساس سرشماری مرکز آمار ایران در سال ۱۳۹۵، بن گنبد ۶۷ نفر جمعیت دارد.